# جيروم رافيتز
جيروم رافيتز (بالإنجليزية: Jerome Ravetz) هو أحد فلاسفة العلوم، اشتُهر بكتبه التي حلّلت المعرفة العلمية من منظور اجتماعي وأخلاقي، مع التركيز على قضايا الجودة. شارك (مع سيلفيو فونتوفيتش) في تأليف نظام الترميز «إن يو إس إيه بّي NUSAP» والعلوم ما بعد الطبيعية. وهو حاليًا زميل مشارك في معهد العلوم والابتكار والمجتمع، جامعة أكسفورد.

## سيرة حياته
وُلد رافيتز في مدينة فيلادلفيا. كان جده مهاجرًا يهوديًا روسيًا، وكان والده سائق شاحنة ومنظمًا نقابيًا. التحق بالمدرسة الثانوية المركزية وبكلية سوارثمور بعدها. قدِم إلى إنجلترا في عام 1950 بعد دخوله برنامج فولبرايت للدراسة في كلية الثالوث، كامبريدج، حيث درس للحصول على درجة الدكتوراه في الرياضيات البحتة تحت إشراف إيه. إس. بيسيكوفيتش. سُحب جواز سفره في عام 1955 في ظل موجة المكارثية حينها. أُعيد جواز سفره في عام 1958، وأصبح مواطنًا بريطانيًا في عام 1961. درّس الرياضيات في جامعة بنسلفانيا وجامعة درم بعدها. انتقل إلى جامعة ليدز في عام 1957 بهدف الانضمام إلى ستيفن تولمين في إنشاء مركز لتاريخ العلوم وفلسفتها. بقي في ليدز، ليحصل في النهاية على مرتبة قارئ، ويتقاعد باكرًا في عام 1983. ومن ساعتها بات باحثًا مستقلًا.
كان رافيتز أستاذًا زائرًا في جامعة أوتريخت، وجامعة هارفارد، ومعهد الدراسات المتقدمة، وجامعة كاليفورنيا في سانتا كروز، وجامعة فودان (شنغهاي)، وجامعة تكساس في دالاس، وجامعة كارنيغي ميلون، وجامعة لوكسمبورغ. عمل طوال سنوات على نحو وثيق مع زملائه في مركز البحوث المشتركة التابع للمفوضية الأوروبية في إسبرا، إيطاليا.
تطرّقت بواكير أبحاثه، خارج مجال الرياضيات، إلى تاريخ العلوم الرياضية، إذ طرح كتبًا عن كوبرنيكوس وفورييه. نشر كتابًا مؤثرًا في عام 1971 بعنوان المعرفة العلمية ومشاكلها الاجتماعية، الذي أُصدر في عدة طبعات باللغة الإنجليزية، بالإضافة إلى ترجمته للغتين الألمانية واليابانية، وأُعيد نشره في عام 1996. يثير هذا الكتاب عدة قضايا تشكّك في الممارسة الاجتماعية للعلوم وتطرح أسئلةً حول أخلاقياتها. يُعد الكتاب محاولة مبكرة لإعادة صياغة فلسفة العلوم لتتناسب مع ظروف «العلوم الصناعية» ونقل هذه الفلسفة من إطار نظرية المعرفة إلى الجوانب الاجتماعية والأخلاقية للعلوم. اقترح رافيتز في الكتاب «علمًا ناقدًا» لنسخة جديدة من المثالية التي ميّزت العلوم في عصر ما قبل الصناعة.
كان عضوًا نشطًا في الجمعية البريطانية للمسؤولية الاجتماعية في العلوم منذ بداية سبعينيات القرن الماضي.
شغل بين عامي 1973 و1976 منصب الأمين التنفيذي لمجلس العلوم والمجتمع في لندن، الذي أسّسه المصلح القانوني بول سيغارت. أعدّ مسودة تقرير المجلس حول «إمكانية قبول المخاطر». شارك بين عامي 1977 و1978 في تنظيم البحوث المتعلقة بالحمض النووي معاد التركيب، بصفته عضوًا في الفريق الاستشاري للهندسة الوراثية. أتى عمله مع سيلفيو فونتوفيتش في ليدز بثماره، إذ أسّسا معًا نظام «إن يو إس إيه بّي» الترميزي، الموصوف في كتابهما غموض العلوم وجودتها من أجل السياسات (رايدل 1990). حفّز الكتاب وكالة البيئة الهولندية على تطوير «دليل» للتعامل مع حالات الغموض. ابتكرا نظرية العلوم ما بعد الطبيعية، التي تنطبق عندما تكون «الحقائق غير مؤكدة، والقيم متنازعًا عليها، والمخاطر عاليةً، والقرارات ملحّةً». نُشرت أيضًا مجموعة من مقالاته في كتاب دمج المعرفة مع السلطة: مقالات في العلوم الناقدة في عام 1990. تعاون مع ضياء الدين سردار على تأليف المستقبل الحاسوبي: تأثير الثقافة والحضارة على طريق المعلومات فائق السرعة في عام 1996. يُعد كتاب «دليل إلى العلم خالٍ من الهراء» أحدث كتب رافيتز (صادر عن الأُمميين الجدد في عام 2006). تستمر أبحاثه في طريقين رئيسيين: التوجهات الجديدة في الممارسة الاجتماعية للعلوم، والمقارنات الجديدة حول التعامل مع الغموض. شارك سابقًا (مع سيلفيو فونتوفيتش) في تأليف فصول حول «العلوم والأشكال الجديدة منها» و«تقييم الأقران ومراقبة الجودة» للموسوعة الدولية للعلوم الاجتماعية والسلوكية (2015)، تطرّق فيها إلى تحليل الجهل وتجسيد المعلومات الكمية والتلاعب بها حيث «لا يوجد حتى رقم واحد مهم». كتب مؤخرًا أيضًا عن أزمة العلوم في مجال مراقبة الجودة.
يُعد رافيتز حاليًا زميلًا مشاركًا في معهد العلوم والابتكار والمجتمع في جامعة أكسفورد. نشرت مدونة مبادرة الانتقال الكبير مقابلةً معه في يونيو عام 2016. خصص معهد العلوم والابتكار والمجتمع في أكسفورد ورشة عمل لتكريمه في عيد ميلاده التسعين في 31 مايو عام 2019. نُشر مقال عن آرائه على الصعيد العالمي في مجلة نيتشر في 19 نوفمبر عام 2019 بعنوان «أوقفوا التدريب العلمي الذي يمنعك من السؤال».

## وصلات خارجية
- Guidance for Uncertainty Assessment and Communication, Netherlands Environmental Agency
- Jerome Ravetz homepage
- Recent articles by Ravetz